# Live Padova
Live Padova è un album live del gruppo rap italiano Sangue Misto pubblicato nel 1995. Contiene i brani eseguiti durante il concerto a Padova nel 1995.

## Il disco
L'album, distribuito in musicassetta durante i concerti del gruppo di quel periodo, non fu registrato in maniera professionale, infatti la sua qualità sonora è più simile a quella di un bootleg.
La cassetta contiene canzoni tratte dall'album di debutto SxM (Cani sciolti, Lo straniero, Senti come suona, La Porra, Piglia male, Clima di tensione), dal singolo Cani sciolti (Solo mono), dall'album di DJ Gruff Rapadopa (Tempo per l'azione, La rapadopa), due freestyle con Ambassador e i Sud Sound System e una canzone che poi sarà inclusa nel secondo album di Gruff, Zero Stress (Stammi lontano).

## Tracce
1. Solo mono (feat. Terron Fabio)
2. Cani sciolti
3. Lo straniero
4. Tempo per l'azione / Stammi Lontano
5. Senti come suona / La Porra
6. Freestyle (feat. Ambassador)
7. Piglia male / Clima di tensione / La Rapadopa
8. Freestyle (feat. Sud Sound System)